# طحالب حمراء متقلبة
الطحالب الحمراء المتقلبة (الاسم العلمي:Proteorhodophytina) هي شعيبة من النباتات الصفراوية تتبع الشعبة الطحالب الحمراء.

## التصنيف
- شعيبة الطحالب الحمراء المتقلبة
  - الطائفة القيلومانية
    - رتبة القيلوميات
      - الفصيلة القيلومية
        - جنس القيلومى

    - رتبة الروفوسيات
      - الفصيلة الروفوسية
        - جنس طحلب روفوس

  - الطائفة المعثنانية
    - رتبة المعثنيات
      - فصيلة المعثنات
        - جنس المعثنة